# 23e corps de réserve (Empire allemand)
Pour les articles homonymes, voir 23e corps d'armée.
Le 23e corps de réserve de l'armée allemande est formé au début de la Première Guerre mondiale à partir de parties du 9e et du 10e corps d'armée. Plus de 75% du corps est composé de volontaires de guerre, de réservistes et d'officiers de la Landwehr,. Le corps est dissous le 12 août 1918.

## Histoire
Le général de cavalerie Georg von Kleist est nommé, le 25 août 1914, général commandant du 23e corps de réserve nouvellement créé, auquel sont subordonnées les 45e et 46e divisions de réserve. Les troupes sont acheminées via Bruxelles vers la section nord de la 4e armée du duc Albert de Wurtemberg et immédiatement engagé dans la bataille d'Ypres.
Le 23e corps de réserve s'est rassemblé le 20 octobre avec la 46e division de réserve à Hooglede et la 45e division de réserve à Cortemark pour attaquer de là contre la ligne Bixschote-Nieucapelle. Le 21 octobre, la 45e division de réserve attaque en deux colonnes au nord du bois de Houthulster en direction des hameaux de St. Pieters et Nieuwe Stede. Après une forte résistance, les deux colonnes réussissent à progresser jusqu'à la route Ypres-Dixmuide dans l'après-midi, mais ne peuvent la franchir à aucun endroit. La 46e division de réserve tente en vain de s'emparer de la localité de Bixschoote tout au long de la matinée, mais elle est repoussée à plusieurs reprises, subissant des pertes considérables. Après plusieurs jours d'attaques infructueuses, l'ordre est donné le soir du 24 octobre de sécuriser les positions atteintes et de les conserver en toutes circonstances. Le 19 décembre 1914, le général von Kleist doit quitter son commandement en raison d'un problème cardiaque. Son successeur est le General der Infanterie Hugo von Kathen.

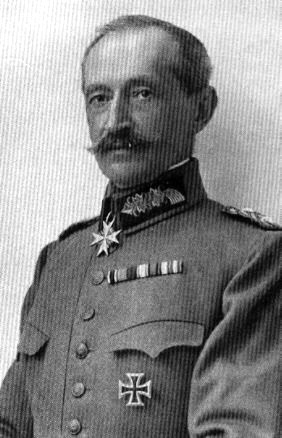
Hugo de Kathen

Lors de la deuxième bataille d'Ypres, qui débute le 22 avril 1915, le 23e corps de réserve réussit à s'emparer de la position alliée sur le canal de l'Yser sans rencontrer de résistance de la part de l'ennemi et à progresser de trois à quatre kilomètres en profondeur. Le général von Kathen critique l'utilisation tactiquement erronée du gaz de chlore qui, selon lui, n'est placé que trop tard dans la journée. De ce fait, ses troupes doivent pénétrer dans la zone de combat jusque tard dans la nuit. Il considère également comme une erreur tactique le fait que les soldats doivent attendre toute la journée dans les tranchées. La tête de pont orientale de l'Yser près de Het Sas est arrachée aux Français par la 46e division de réserve. En outre, les Allemands réussissent également à s'emparer des hauteurs de Pilkem. Le 23 avril, la ville de Steenstrate, défendue par la 153e division française tirée de la réserve, ainsi que la localité de Lizerne tombent aux mains des Allemands. Le 26 avril, les Français, sous la direction du général Foch, lancent des contre-attaques contre l'aile droite allemande. Le 27 avril, les Allemands doivent évacuer le village de Lizerne ainsi que la rive ouest du canal de l'Yser et sont repoussés sur le front du canal de Drie Grachten à Het Sas, sur la rive est entre Bixschoote et Pilkem, le front est de nouveau gelé.
À la mi-septembre 1916, le corps est affecté à la 2e armée pour remplacer le 12e corps d'armée, épuisé par la bataille de la Somme, et s'insère avec la 11e division d'infanterie et la 46e division de réserve dans le front harcelé face à la 10e armée française qui se trouve dans la région de Vermandovillers. En octobre 1916, les 44e et 46e divisions de réserve sont sous les ordres du commandement de corps sur le front au nord de Chaulnes, en novembre les 206e et 221e divisions d'infanterie jusqu'au rappel du commandement général par le 18e corps d'armée (Groupe Schenk). En décembre 1916, le 23e corps de réserve se trouve auprès de la 7e armée sur le front de l'Aisne des deux côtés de Soissons, avec sous ses ordres la 9e division d'infanterie (région de Nouvron), la 211e division d'infanterie (près de Soissons) et la 25e division de Landwehr dans le secteur Condé-Vailly-Soupir.
Au printemps 1917, la grande unité se déplace en Champagne et, à l'été 1917, le commandement arrive en Galicie sur le front de l'Est. Le 19 juillet, le "Groupe Kathen" mène la charge principale du groupe d'attaque Winckler lors de la percée de Zalosce, avec sous ses ordres la 33e division impériale et royale, des 1re et 2e divisions de la Garde, ainsi que de la 6e division d'infanterie. Jusqu'au 25 juillet, la conquête de Tarnopol est réussie. Début septembre, le corps participe à la bataille de Riga, avec sous ses ordres la 19e division de réserve, la 203e division d'infanterie et la 17e brigade de cavalerie ; sur la rive sud de la Düna se trouve en outre la 2e division de Landwehr royale bavaroise (de). Fin septembre/début octobre 1917, le commandement général Kathen est utilisé pour diriger les troupes engagées dans l'opération Albion contre les îles estoniennes d'Ösel, Dagö et Moon, avec entre autres la 42e division d'infanterie sous le Generalleutnant Ludwig von Estorff, retirée à Libau. La force principale débarque à Tagalahe le 29 septembre, et en moins de dix jours, l'opération est menée à bien.
Après son rapatriement sur le front occidental, le corps reprend le combat à grande échelle dans le secteur de la 2e armée lors de la contre-offensive de la bataille de Cambrai. Avec le "Groupe Caudry" (commandement Général du 13e corps d'armée), le corps, désormais appelé "Groupe Bussigny", passe à la contre-attaque début décembre 1917 entre Marcoing, Banteux et Vendhuille. Les deux groupes réussissent à reconquérir un terrain en partie perdu auparavant, sur une largeur de 16 kilomètres et une profondeur de 8 kilomètres.
En mars 1918, le corps est déployé dans le cadre de "l'opération Michael" en tant que partie de la 2e armée. Le "groupe Kathen", qui a fait ses preuves dans la percée du front, doit forcer la grande percée sur la ligne de front Vendhuille-Hargicourt. Le 23e corps de réserve doit gagner les hauteurs à l'ouest de Nurlu et au nord d'Aizecourt-le-Haut en se concentrant sur l'aile gauche et porter l'attaque sur le ruisseau de la Tortille jusqu'à l'Ancre.
En été, le "groupe Kathen" est déplacé vers la 7e armée sur la Marne, qu'il doit franchir dans le cadre de la deuxième bataille de la Marne en juillet, pousser le plus profondément possible dans l'ennemi et réaliser la jonction avec la 1re armée dans les environs d'Épernay. Lors de la dernière attaque allemande, le 15 juillet, dans la région de Château-Thierry, la 10e division de Landwehr (de) et la 201e division d'infanterie couvrent des positions en hauteur à l'aile droite du groupe Kathen, qui doit lui-même traverser la Marne. Dès le même jour, les éléments des 10e et 36e divisions d'infanterie passées à Mézy-Moulins se voient confrontés à Crézancy à de fortes contre-attaques de la 3e division américaine, si bien que l'entreprise doit être interrompue. L'entreprise échoue complètement à partir du 18 juillet en raison de la contre-offensive générale des Alliés, dont résulte finalement l'offensive des Cent Jours, décisive pour la guerre.
Le 31 juillet, Kathen est nommé commandant en chef de la 8e armée qui se trouve dans les pays baltes. Son successeur au poste de commandant du 23e corps de réserve est le Generalleutnant Arthur von Gabain, qui dirige le corps jusqu'à sa dissolution début août.

## Général commandant
| Grade                  | Nom               | Date                                |
| ---------------------- | ----------------- | ----------------------------------- |
| General der Kavallerie | Georg von Kleist  | 25 août 1914 au 19 décembre 1914    |
| General der Infanterie | Hugo von Kathen   | 19 décembre 1914 au 31 juillet 1918 |
| Generalleutnant        | Arthur von Gabain | 31 juillet 1918 au 12 août 1918     |